# Хюлльмандель, Николя-Жозеф
Николя-Жозеф Хюлльмандель (фр. Nicolas-Joseph Hüllmandel; 23 мая 1756, Страсбург — 19 декабря 1823, Лондон) — французский композитор, пианист и музыкальный педагог эльзасского происхождения.
Сын скрипача, Хюлльмандель учился у городских капельмейстеров Жозефа Гарнье и Франца Ксавера Рихтера; некоторые источники (в частности, Франсуа-Жозеф Фети) упоминают и о его обучении у Карла Филиппа Эммануэля Баха. Обосновавшись в Париже в двадцатилетнем возрасте, Хюлльмандель завоевал быстрый успех в аристократических салонах; его первые клавирные сочинения посвящены, в частности, Марии-Антуанетте и жене Талейрана. В то же время сонаты Хюлльманделя привлекали и внимание профессионалов: сообщается, в частности, что тетрадь сонат Op. 3 (1777) вызвала интерес Моцарта во время его визита в Париж в следующем году. В общей сложности Хюлльмандель опубликовал в 1773—1788 гг. в Париже 12 сборников сонат для клавира (клавесин или фортепиано) с обязательным или произвольным аккомпанементом. Он выступал также как музыкальный педагог (среди его учеников Жорж Онсло и Гиацинт Жаден, а также мадемуазель Лемашуа, будущая мать и первая учительница Шарля Гуно), редактировал статью «клавесин» в Энциклопедии Дидро.
С началом революционных событий (в 1789 или 1790 г.) Хюлльмандель с семьёй эмигрировал в Лондон. В 1796 г. он выпустил здесь ещё один сборник сонат. Сын Хюлльманделя Чарлз Джозеф Хюлльмандель стал одним из основоположников британской литографии.